# Charonia lampas
Charonia lampas é uma espécie de búzio predador da família Ranellidae.

## Descrição ehabitat
A dimensão máxima registada para o comprimento da concha é 390 mm
A profundidade mínima a que foi encontrado é de 8 m e a profundidade máxima é 50 m.